# سامسونگ اس‌پی‌اچ-ام۵۴۰
سامسونگ سری ام-Rant یک‌نمونه از گوشی‌های تلفن همراه سری M شرکت سامسونگ می باشد که توسط همین شرکت به بازار عرضه شده‌است.